# 奧爾莫日車站
奧爾莫日車站是斯洛文尼亞東北部城鎮奧爾莫日的一座鐵路車站，隸屬於斯洛維尼亞鐵路，奧爾莫日車站位於德拉瓦河左岸，並鄰近克羅埃西亞的國界。

## 外部連結
维基共享资源上的相關多媒體資源：奧爾莫日車站